# Comerconi
Comèrconi (cumercuni in dialetto calabrese) è una frazione del Comune di Nicotera di 405 abitanti, in provincia di Vibo Valentia, in Calabria.
È un piccolo borgo, situato alle pendici del Monte Poro, famoso per la produzione di vino e olio.

## Storia
Fondato intorno al 950 d.C., quando l'attuale comune di appartenenza, Nicotera, venne assediato dai Saraceni. La posizione strategica, che ne determinava una buona visibilità sulle circostanti aree, determinó uno spostamento di una parte della popolazione nicoterese, che in fuga dagli assalitori, formò l'attuale insediamento.
Venne quasi completamente raso al suolo dal terremoto verificatosi in Calabria nel 1783, nonché dal conseguente disastroso evento del 1908, eventi questi che determinarono una quasi totale ricostruzione del piccolo borgo.
L'etimologia del piccolo centro urbano ha diverse interpretazioni popolari, tra le quali la più accreditata è di origine greca (villaggio d'Ercole), all'epoca della fondazione del borgo infatti, era presente in tutta l'area del Poro nonché in gran parte della Calabria Ulteriore, una grande influenza greco-bizantina, derivata dai secoli precedenti.

## Economia
L'agricoltura è la principale fonte di economia del piccolo centro urbano, sono presenti numerose distese agricole disseminate per lo più da sontuosi ulivi, oltre che da vigne di uve nere e bianche (gaglioppo, malvasia, greco nero e bianco), che hanno reso il borgo famoso in gran parte della provincia per l'ottimo vino, ancora oggi in gran parte ottenuto con procedure artigianali tramandate da generazioni.
Sono altresì presenti diversi frantoi oleari, che operano sia con metodi di molitura moderna che antica.

## Monumenti e luoghi d'interesse

### Architetture religiose
Comèrconi possiede due chiese, di cui una dedicata a San Nicola di Bari, santo patrono del paese, quando durante la festività del 6 dicembre, la statua a "mezzo busto" viene onorata e trasportata per le vie del paese, attraverso la processione, rito religioso molto frequente nelle regioni meridionali; altra festività importante si svolge il 13 giugno in onore di Sant'Antonio di Padova, divenuto negli anni il secondo santo patrono del piccolo centro urbano.
La chiesa dedicata al santo patrono, è stata completamente ricostruita a seguito del disastroso terremoto del 1783 a cura della Cassa Sacra e per progetto dell'Architetto Giuseppe Vinci (autore anche della chiesa dedicata a S. Nicola a Sorianello).
Negli anni recenti, vi è stata una consistente ristrutturazione del principale edificio religioso del paese, rivoluzionando il precedente stile architettonico sia negli spazi interni che esterni; i fondi per la ristrutturazione edilizia sono stati quasi completamente donati dagli stessi abitanti del piccolo centro, progetto questo fortemente voluto dal parroco, Don Saverio Callisti.
In zona periferica è presente una seconda piccola chiesa dedicata alla Madonna delle Grazie, celebrata il 2 luglio di ogni anno, quando numerosi cittadini provengono da tutto il comprensorio nicoterese per onorare la Vergine e portarla in marcia per le vie della località, che negli anni ha preso il nome di "contrada madonnella".
La piccola chiesetta, costruita nel secondo dopoguerra e ristrutturata negli anni '80, venne eretta a seguito di una presunta apparizione della Vergine ad un abitante di Comerconi.

## Cultura

### Presepe vivente[3][4][5]
Una sacra manifestazione che ha da poco superato la sua venticinquesima edizione è il Presepe vivente, che annualmente si svolge il 26 dicembre ed il 6 gennaio.
Questo evento ha contribuito a rendere celebre il piccolo centro nel territorio, in quanto, ogni anno numerosi visitatori accorrono all'antico borgo, per rivivere il miracolo della nascita di Gesù.
La peculiarità dell'evento, è che la sacra manifestazione si svolge in quello che era l'antico insediamento urbano, denominato dagli attuali abitanti "paese vecchio", oggi quasi completamente disabitato.
In larga parte, le scene della sacra manifestazione, quali gli antichi mestieri e le sacre rappresentazioni, si svolgono in edifici ormai in disuso, in modo da far rivivere seppur per soli due giorni l'anno, la parte antica del borgo.

### Compagnie teatrali
A Comèrconi, sono presenti due compagnie teatrali, che si sono distinte nel territorio, una denominata "San Nicola" e un'altra denominata "Comerconi a Teatro", due compagnie, che ai fini esclusivamente amatoriali, si cimentano in numerose commedie "brillanti" in molti centri della provincia di Vibo Valentia, opere in vernacolo calabrese, molto apprezzate dal pubblico.

### I "Giganti"
Si sono costituite, specie tra i giovani, due compagnie di "Giganti", "I Giganti di Comerconi" e "I Giganti i Sabatinu", gruppi di ragazzi che portano in giro per la Calabria, due alti fantocci di tradizione popolare (i "Pupi"), facendoli ballare a ritmo di tamburi, allietando le manifestazioni dei centri urbani limitrofi al piccolo borgo e facendo conoscere, specie ai turisti, le antiche tradizioni calabresi.